# Pierre-Claude Giansily
 (août 2019).
Si vous disposez d'ouvrages ou d'articles de référence ou si vous connaissez des sites web de qualité traitant du thème abordé ici, merci de compléter l'article en donnant les références utiles à sa vérifiabilité et en les liant à la section « Notes et références ».
Pour les articles homonymes, voir Giansily.
Pierre-Claude Giansily est un écrivain et historien de l'art français, né le 9 mai 1948. Il œuvre depuis une trentaine d’années pour la connaissance des artistes et de leurs réalisations dans le domaine des arts plastiques en Corse. Il est historien de l’art et conservateur des antiquités et objets d’art du département de la Corse-du-Sud depuis le 1er janvier 2004.

## Expositions
Pierre-Claude Giansily a été commissaire des expositions suivantes :
- Peintres d’Ajaccio et de la Corse : Corbellini, Bassoul, Peri, Frassati, musée Fesch Ajaccio, août-septembre 1992 ;
- Les Bassoul, hommage à une famille au service des arts à Ajaccio et en Corse, bibliothèque municipale, musée Fesch, Ajaccio, mai-juin 2005 ;
- Léon- Charles Canniccioni, peintre des types et coutumes de la Corse, Lazaret Ollandini, Ajaccio, décembre 2006-janvier 2007 ;
- Barthélemy Maglioli, un architecte ajaccien, Bibliothèque municipale, palais Fesch, Ajaccio, mai-juin 2007 ;
- La Corse de Lucien Peri, Peintre paysagiste de l'école d'Ajaccio - 1880-1948, Lazaret Ollandini, Ajaccio, décembre 2007-février 2008 ;
- Images de la Corse 1850-1950, Palais Fesch, musée des Beaux-arts, Ajaccio, février-avril 2008 ;
- La peinture à Ajaccio, 1890-1950 Bassoul, Canavaggio, Frassati, Lazaret Ollandini-« musée Marc Petit », Ajaccio, décembre 2008-janvier 2009 ;
- Suzanne Cornillac, 1904-1982     Lazaret Ollandini-« musée Marc Petit », Ajaccio, avril 2009 ;
- Corbellini, Capponi et les peintres d’Ajaccio : 1890-1950 Lazaret Ollandini-« musée Marc Petit », Ajaccio, octobre-novembre 2009 ;
- Les peintres corses à Bastia, Paris, Marseille et en Afrique du Nord : 1890-1960, Lazaret Ollandini-« musée Marc Petit », Ajaccio, octobre-novembre 2012 ;
- Bonifacio la cité des falaises vue par les peintres : 1840-2000, espace Saint-Jacques, Bonifacio, septembre-octobre 2013 ;
- Un rêve d’Orient, Des peintres corses voyageurs, espace Saint-Jacques, centre culturel communal, Bonifacio, septembre 2016 (co-commissaire) ;
- Fanfan Salvini, espace Diamant, Ajaccio, 2 avril - 19 avril 2019.